# ZKR
ZKR，本名Zacharya Souissi，1996年10月14日出生于鲁贝，是法国的一名男歌手。

## 生平
ZKR出生于法国北部城市鲁贝，其父母来自突尼斯和摩洛哥。2010年，14岁的ZKR开始进行饶舌音乐创作，2018年开设线上音乐帐号并发布混音带《Absent》。2021年，ZKR发布了他的首张专辑《Dans les mains》。同年6月该专辑获得法国唱片出版业公会的“金牌”（disque d'or）认证。

## 作品风格
ZKR的作品主题多与其生活的街区有关，“北方”、“鲁贝”及多个街区名称多次在其作品中被提及；此外他的部分作品亦与2019冠状病毒病疫情期间的民众生活有关。

## 专辑
- Absent（2018年，混音带）
- Dans les mains（2021年）
- Caméléon（2022年）
- Mode Opératoire（2024年）